# Daniele Santini
Daniele Santini, född 3 november 1992, är en italiensk kanotist.

## Karriär
Vid EM i Zagreb 2012 tog Santini brons tillsammans med Luca Incollingo i C-2 200 meter. 2015 tog de båda brons i C-2 200 meter vid EM i Račice. 2018 tog Santini brons i C-4 500 meter vid VM i Montemor-o-Velho tillsammans med Nicolae Craciun, Sergiu Craciun och Luca Incollingo.
Vid VM i Köpenhamn 2021 tog Santini och Nicolae Craciun guld i C-2 500 meter.